# Avenida Barbacena
A Avenida Barbacena é uma avenida do centro de Belo Horizonte, que adentra nos bairros Barro Preto e Santo Agostinho. Costuma chamar atenção durante o final de ano, quando dezenas de árvores mais próximas à sede da CEMIG e o próprio prédio granham luzinhas natalinas e outros enfeites que mudam a cada ano.
É cortada pela Avenida Amazonas, com extremidades na Avenida do Contorno e na Praça da Assembleia.